# 艾米丽·努斯鲍姆

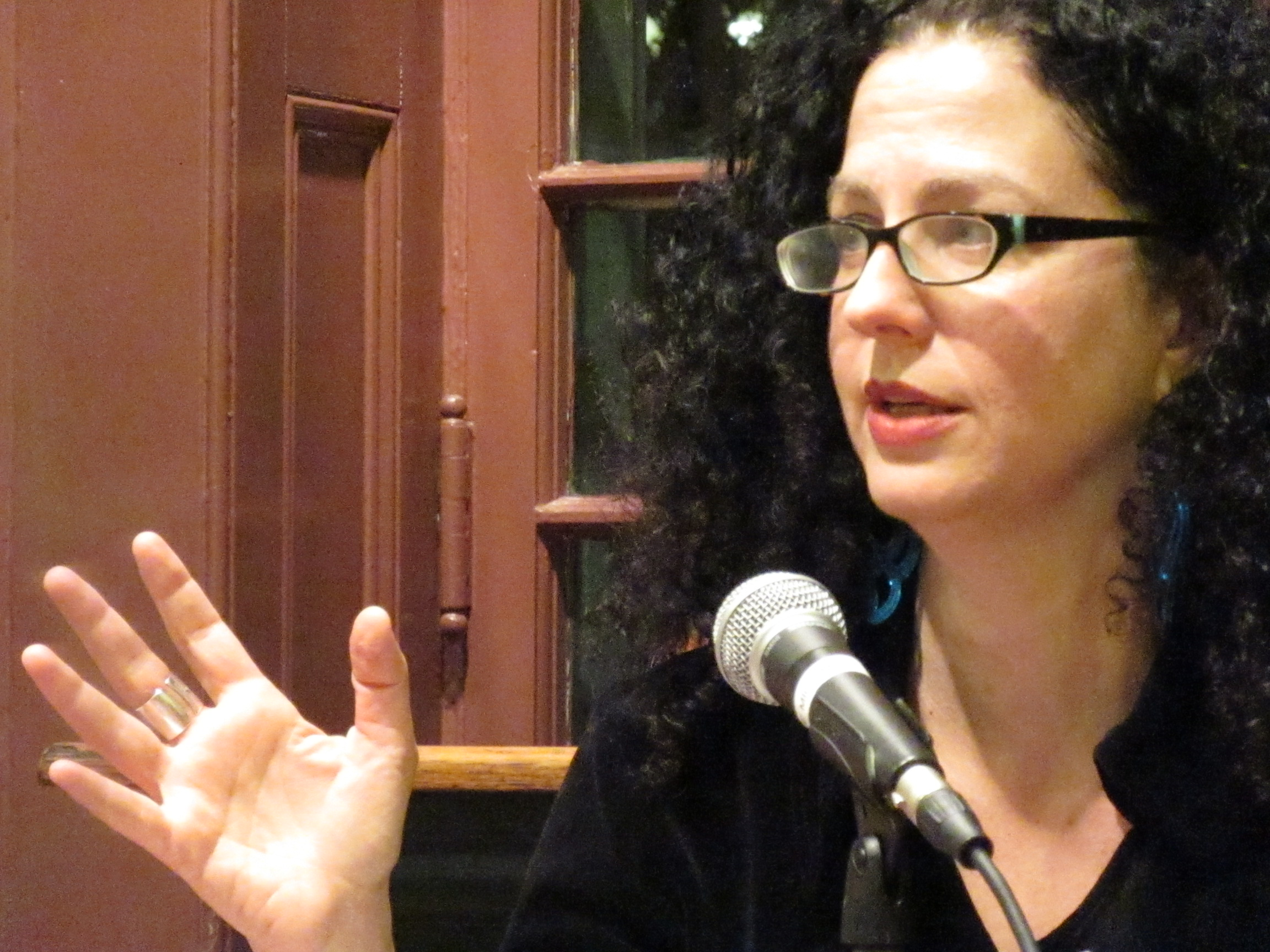
艾米丽·努斯鲍姆

艾米丽·努斯鲍姆（1966年2月20日—）是一位美国评论人士。 2011年至2019年期間她是紐約客的评论员。  2014年，她獲得美國國家雜誌獎。2016年，她获得普利策奖。